# نخستین درس در جبر مجرد
نخستین درس در جبر مجرد کتابی از جان ب فالی با ترجمهٔ مسعود فرزان است که در سال ۱۳۶۷ منتشر و در مراسم کتاب سال جمهوری اسلامی ایران به‌عنوان کتاب برگزیده معرفی شد.